# Långebro (järnvägsstation)
Långebro är kortnamn för en järnvägsstation som Östra Skånes Järnvägar (ÖSJ) lät anlägga vid Långebro 1901. Stationen hade ett stationshus byggt i trä. SJ lät uppföra en  ny stationsbyggnad kring 1954/55. Järnvägsförbindelsen mellan Långebro och Kristianstad C byggdes först 1919. Innan dess var man tvungen att som resande promenera eller på annat sätt ta sig mellan stationerna. En hästomnibustrafik upprättades av ÖSJ mellan stationerna för att avhjälpa transportproblemet. Eventuellt gods skickades via anslutningen i Karpalund.